# Peterburi tee
La route de Saint-Pétersbourg (estonien : Peterburi tee) est une rue de Tallinn en Estonie.

## Présentation
Le Peterburi tee est une rue locale deTallinn. 
Elle part de la route de Tartu au carrefour d'Ülemiste au centre-ville et se termine au pont Nehatu à la frontière de la ville.
La rue, longue de 7,7 kilomètres et relativement droite, traverse Kesklinn et Lasnamäe.
La Peterburi tee fait partie de la route Tallinn-Narva qui à est une composante de la route européenne 20.

## Transport public
Les lignes de bus 7, 12, 13, 54 et 55 passent par la rue.
La ligne de tramway 2 de la Tallinna Linnatranspordi AS marque 3 arrêts dans la rue,

## Lieux et monuments de la rue
| #   | Image | Réf.                                                                   |
| --- | ----- | ---------------------------------------------------------------------- |
|     |       | Vue depuis le centre commercial d'Ülemiste vers la route Peterburi tee |
| 2   |       | Centre commercial T1                                                   |
| 13  |       |                                                                        |
| 48  |       | Hôtel Susi                                                             |
| 90f |       |                                                                        |